# Psiconautas
Psiconautas es una serie de televisión cómica argentina, cuya primera temporada fue emitida por TBS y la segunda temporada fue estrenada en Netflix. Fue creada y producida por Lucas Vivo García Lagos, quien además se encargó de dirigir y guionar los episodios de la segunda temporada. La trama gira en torno a un estafador que se hace pasar por un psicólogo que coordina una terapia de grupo con el fin de pagar sus deudas y sustentarse. Estuvo protagonizada por Guillermo Toledo, Gabriel Goity, Florencia Peña, Julieta Zylberberg, Martín Piroyansky, Luis Ziembrowski y Verónica Llinás. En la segunda temporada, Emilio Disi se integró al elenco principal.
La serie tuvo su estreno el 18 de abril de 2016 por TBS. Ese mismo mes, se informó que la sitcom fue renovada para una segunda temporada, la cual fue estrenada el 15 de abril de 2018 en Netflix. El 15 de abril del 2021, la serie fue retirada del catálogo de Netflix.

## Sinopsis
Roberto (Guillermo Toledo) es un obrero que es despedido de su trabajo en Sevilla (España), por lo cual, decide viajar a Buenos Aires (Argentina), donde comienza un negocio fraudulento, junto a Coco (Luis Ziembrowski), haciéndose pasar por un psicólogo que lleva a cabo una terapia de grupo de 5 personas que presentan serios problemas de salud mental. 

## Elenco

### Principal
- Guillermo Toledo como Roberto Rodríguez de la Huerta
- Gabriel Goity como Samuel "Gorsky" Gorsinsky
- Florencia Peña como Fabiana Lembo
- Julieta Zylberberg como Jessica Larrea
- Martín Piroyansky como Axel
- Luis Ziembrowski como Néstor "Coco" Charle
- Verónica Llinás como Emilce
- Emilio Disi como Giacomo Trozzi (Temporada 2)

### Recurrente
Temporada 1
- Sebastián Molinaro como Claudio
- Juan Manuel Alari como Imprentero

Temporada 2
- Agustín García Moreno como Claudio
- Carlos Portaluppi como Armando
- Malena Villa como Débora "Debbie" Trozzi
- Daniela Pal como Mamá de Axel
- Iván Moschner como Rabino Rubinstein

### Invitados
Temporada 1
- Diego Jakubowicz como Oso
- Alain Ngouanet como Yumbo
- Romina Pinto como Carmen
- Noemí Ron como Norma
- Guillermo Giusto como Doriman
- Fabio Aste como Estafador
- Yael Ken como Estafadora
- Diego Echegoyen como Claudio "Motoneta" Salerni
- Agustín Repetto como Esposo de Fabiana
- María Nydia Ursi como Mamá de Axel
- Javier Niklison como Papá de Axel
- Pochi Ducasse como Elba
- Sheila González como Fernanda Rodríguez de la Huerta
- Agustín Scalise como Salvador
- Pablo Chao como Comisario Cobani
- Douglas Vinci como Juez Lombardo
- Felix Völker como Marchisio
- Tecsido Goythia como Don Giulio
- Iñaki Moreno como Eduardo Zabaleta
- Daniel Agostini como Él mismo

Temporada 2
- María Inés Sancerni como Adela
- Eugenia Alonso como Bety
- Iair Said como Eliel Berman
- Ricardo Merkin como Comisario
- Mónica Raiola como Nora Gómez
- Olivia Torres como Silvia
- Andrea Garrote como Irene Schalowitz
- Tulio Gómez Álzaga como Iair Hochman
- Maitina De Marco como Elvira
- Silvina Acosta como Merlina
- Federico Liss como Creativo 1
- Juan Alari como Creativo 2
- Abián Vainstein como Checovich
- Chang Sung Kim como Fujita
- Gadiel Sztryk como Cura
- Belén Chavanne como Rita Cañas

## Temporadas
| Temporada | Temporada | Episodios | Emisión original    | Emisión original    | Cadena  | Cadena |
| Temporada | Temporada | Episodios | Comienzo            | Final               | Cadena  | Cadena |
| --------- | --------- | --------- | ------------------- | ------------------- | ------- | ------ |
|           | 1         | 10        | 18 de abril de 2016 | 29 de abril de 2016 | TBS     |        |
|           | 2         | 10        | 15 de abril de 2018 | 15 de abril de 2018 | Netflix |        |

## Episodios

### Primera temporada (2016)
| N.º (serie) | N.º (temp) | Título                          | Director       | Guionista(s)                      | Primera emisión     |
| ----------- | ---------- | ------------------------------- | -------------- | --------------------------------- | ------------------- |
| 1           | 1          | «Un argentino nacido en España» | Carlos Ameglio | Pablo Fábregas y Alejandro Turner | 18 de abril de 2016 |
| 2           | 2          | «El grone»                      | Carlos Ameglio | Pablo Fábregas y Alejandro Turner | 19 de abril de 2016 |
| 3           | 3          | «Psicoporno»                    | Carlos Ameglio | Pablo Fábregas y Alejandro Turner | 20 de abril de 2016 |
| 4           | 4          | «Fabiana»                       | Carlos Ameglio | Pablo Fábregas y Alejandro Turner | 21 de abril de 2016 |
| 5           | 5          | «Motoneta»                      | Carlos Ameglio | Pablo Fábregas y Alejandro Turner | 22 de abril de 2016 |
| 6           | 6          | «Jessica y Axel»                | Carlos Ameglio | Pablo Fábregas y Alejandro Turner | 25 de abril de 2016 |
| 7           | 7          | «La hija»                       | Carlos Ameglio | Pablo Fábregas y Alejandro Turner | 26 de abril de 2016 |
| 8           | 8          | «Rehenes»                       | Carlos Ameglio | Pablo Fábregas y Alejandro Turner | 27 de abril de 2016 |
| 9           | 9          | «La gran estafa»                | Carlos Ameglio | Pablo Fábregas y Alejandro Turner | 28 de abril de 2016 |
| 10          | 10         | «Final»                         | Carlos Ameglio | Pablo Fábregas y Alejandro Turner | 29 de abril de 2016 |

### Segunda temporada (2018)
| N.º (serie) | N.º (temp) | Título                   | Director   | Guionista(s)                                        | Primera emisión     |
| ----------- | ---------- | ------------------------ | ---------- | --------------------------------------------------- | ------------------- |
| 11          | 1          | «Re drogados»            | Lucas Vivo | Lucas Vivo, Rodrigo Moraes e Ignacio Sánchez Mestre | 15 de abril de 2018 |
| 12          | 2          | «Toten chekovich»        | Lucas Vivo | Lucas Vivo, Rodrigo Moraes e Ignacio Sánchez Mestre | 15 de abril de 2018 |
| 13          | 3          | «Hava nagila»            | Lucas Vivo | Lucas Vivo, Rodrigo Moraes e Ignacio Sánchez Mestre | 15 de abril de 2018 |
| 14          | 4          | «Espid daiting»          | Lucas Vivo | Lucas Vivo, Rodrigo Moraes e Ignacio Sánchez Mestre | 15 de abril de 2018 |
| 15          | 5          | «Viuda negra»            | Lucas Vivo | Lucas Vivo, Rodrigo Moraes e Ignacio Sánchez Mestre | 15 de abril de 2018 |
| 16          | 6          | «Debbie Trozzi»          | Lucas Vivo | Lucas Vivo, Rodrigo Moraes e Ignacio Sánchez Mestre | 15 de abril de 2018 |
| 17          | 7          | «Psiconáutica TV»        | Lucas Vivo | Lucas Vivo, Rodrigo Moraes e Ignacio Sánchez Mestre | 15 de abril de 2018 |
| 18          | 8          | «Elecciones»             | Lucas Vivo | Lucas Vivo, Rodrigo Moraes e Ignacio Sánchez Mestre | 15 de abril de 2018 |
| 19          | 9          | «¿Sabés quién es Nerón?» | Lucas Vivo | Lucas Vivo, Rodrigo Moraes e Ignacio Sánchez Mestre | 15 de abril de 2018 |
| 20          | 10         | «El motín»               | Lucas Vivo | Lucas Vivo, Rodrigo Moraes e Ignacio Sánchez Mestre | 15 de abril de 2018 |

## Recepción

### Comentarios de la crítica
La serie recibió críticas favorables por parte de los expertos, que en general, resaltaron el humor, la mirada sobre la terapia y las escenas de situación de comedia. La página Serielistas le otorgó a Psiconautas una puntuación de 71 sobre 100 basado en 2 reseñas con un consenso crítico que dice que la serie «presenta una buena dosis de humor negro [...] que se aleja de cualquier corrección política». Por su parte, el sitio web Series TV Info calificó a la serie con un 7, destacando «los guiños y las bromas sobre la vida argentina», pero que «en ocasiones, se cae en la astracanada y la broma fácil».
Por otro lado, el portal de internet Opinión 22 escribió que «los capítulos son cortos, atractivos y con un corte intelectual muy bien disimulado» y que «el final de la primera temporada, a todas luces, fue el mejor de los capítulos», lo cual la hace «una serie argentina entre lo bizarro y lo cómico». En una reseña para Alta peli Cristian Phoyu valoró que el piloto de la serie «es realmente divertido», ya que logra una sucesión de escenas que generan risas inevitablemente para el espectador y que presenta «una mirada cínica y ácida hacia lo peor de nosotros mismos».

### Premios y nominaciones
| Lista de premios y nominaciones | Lista de premios y nominaciones | Lista de premios y nominaciones     | Lista de premios y nominaciones | Lista de premios y nominaciones | Lista de premios y nominaciones |
| Año                             | Ceremonia de premiación         | Categoría                           | Nominado/a (s)                  | Resultado                       | Ref(s)                          |
| ------------------------------- | ------------------------------- | ----------------------------------- | ------------------------------- | ------------------------------- | ------------------------------- |
| 2016                            | Premios Tato                    | Mejor Actriz Protagónica en Comedia | Julieta Zylberberg              | Nominada                        | [ 14 ]                          |
| 2016                            | Premios Tato                    | Mejor Actor Protagónico en Comedia  | Gabriel Goity                   | Nominado                        | [ 14 ]                          |